# Pseudois schaeferi
O Carneiro-azul-anão ou Bharal anão (Pseudois schaeferi) é um capríneo endêmico do Tibete.